# Rith
Rith es una marcha reivindicativa organizada a favor del idioma irlandés. Se corrió por primera vez en el 2010 coincidiendo con Seachtain na Gaeilge, la semana del idioma irlandés. Empezó en Galway y acabó en Belfast, atravesando  la República de Irlanda y Irlanda del Norte.
Rith está basado en la Korrika, una marcha reivindicativa organizada en el Euskal Herria en apoyo al euskera organizada desde 1980. También se organizan la Correllengua en Cataluña,  Ar Redadeg en la Bretaña and Corsa d'Aran en Valle de Arán.